# Michael Bergin
Michael John Bergin (18 de março de 1969) é um modelo e ator americano. Bergin é conhecido como o sucessor de Mark Wahlberg na propaganda de Calvin Klein.
Bergin já desfilou em Nova Iorque, Paris e Milão para Sonia Rykiel, Valentino Garavani, Gianfranco Ferre, Giorgio Armani e Yves Saint Laurent. Além da indústria da moda, Bergin também interpretou o personagem J.D. Darius em Baywatch Hawaii por 88 episódios de 1997 a 2001, e estrelou com o mesmo personagem no filme Baywatch: Hawaiian Wedding em 2003.
Em 24 de setembro de 2004, Bergin se casou com maquiadora Joy Tilk com quem ele tem dois filhos. Bergin já foi preso por dirigir embriagado em 2004 e recentemente tem trabalhado com o programa antidrogas, D.A.R.E., como porta-voz nacional.